# Instituto Tecnológico de Tuxtla Gutiérrez
El Tecnológico Nacional de México Campus Tuxtla Gutiérrez o Instituto Tecnológico de Tuxtla Gutiérrez (ITTG); es una universidad pública de tecnología, ubicada en la Ciudad de Tuxtla Gutiérrez, Chiapas, México. Es una Institución educativa pública de educación superior, que forma parte del Tecnológico Nacional de México. El TecNM Campus Tuxtla Gutiérrez también está afiliado a la Asociación Nacional de Universidades e Instituciones de Educación Superior (ANUIES), zona Sur-Sureste. 
Fue fundado el 22 de octubre de 1972, por el Exgobernador del Estado  Dr. Samuel León Brindis, inicialmente con el nombre de Instituto Tecnológico Regional de Tuxtla Gutiérrez (ITRTG), posteriormente se llamaría el Instituto Tecnológico de Tuxtla Gutiérrez (ITTG).
Actualmente es considerado en el estado de Chiapas la principal universidad de tecnología e ingeniería. Su lema es Ciencia y Tecnología con Sentido Humano y su actual director es el M. en C. José Manuel Rosado Pérez.
Cuenta con tres extensiones en las ciudades de Chiapa de Corzo, Venustiano Carranza y en el municipio de Bochil, además posee un Centro de Posgrado para estudios de Maestría en Ciencias en Mecatrónica, Maestría en Ciencias en Ingeniería Bioquímica y el Doctorado en Ciencias en Biotecnología.

## Historia
- En la década de los 70´s llegó al estado de Chiapas el movimiento nacional de extensión educativa para la Educación, con la intervención del gobierno del estado de Chiapas ante la federación. Esta gestión dio lugar a la creación del Instituto Tecnológico Regional de Tuxtla Gutiérrez (ITRTG), hoy Instituto Tecnológico de Tuxtla Gutiérrez (ITTG).
- El 23 de agosto de 1971, se colocó la primera piedra de lo que pronto sería el centro educativo de nivel medio superior principal de la entidad.
- El 22 de octubre de 1972, con una infraestructura de dos edificios con ocho aulas, dos laboratorios y un taller en construcción abre sus puertas el Instituto Tecnológico Regional de Tuxtla Gutiérrez con las carreras de técnico en motores de combustión interna, en electricidad, en químico laboratorista y en máquinas y herramientas.
- En 1974 comenzó el nivel superior, con las carreras de Ingeniería Industrial en Producción e Ingeniería Bioquímica de Productos Naturales.
- En 1980, se amplia las oportunidades de educación para ingresar a las carreras de Ingeniería Industrial Eléctrica y de Ingeniería Química Industrial.
- En 1987 se abrió la carrera de Ingeniería en Electrónica.
- En 1989 se inicia el sistema abierto de la escuela secundaria y esta oferta se reorientó en los niveles superior de Ingeniería Eléctrica y Mecánica Industrial.
- En 1991 llega la licenciatura en Ingeniería en Sistemas Computacionales.
- Desde 1997, el Instituto Tecnológico de Tuxtla Gutiérrez ofrece la Especialización en Ingeniería Ambiental  (Actualmente ya no existe), como su primer programa de postgrado.
- En 1998 se estableció el programa de posgrado interinstitucional con la Universidad Autónoma de Chiapas para enseñar en el Instituto Tecnológico de Tuxtla Gutiérrez la Maestría en Biotecnología.
- Desde 2000 abrió la Especialización en Biotecnología y un año después se inició la Maestría en Ciencias en Bioquímica y Licenciatura en Ciencias de la Computación.
- En el año 2012 se acredita el programa educativo de Ingeniería Mecánica, seguido por las carreras de Ingeniería en Electrónica e Ingeniería Industrial por el organismo acreditador CACEI.

### Escudo

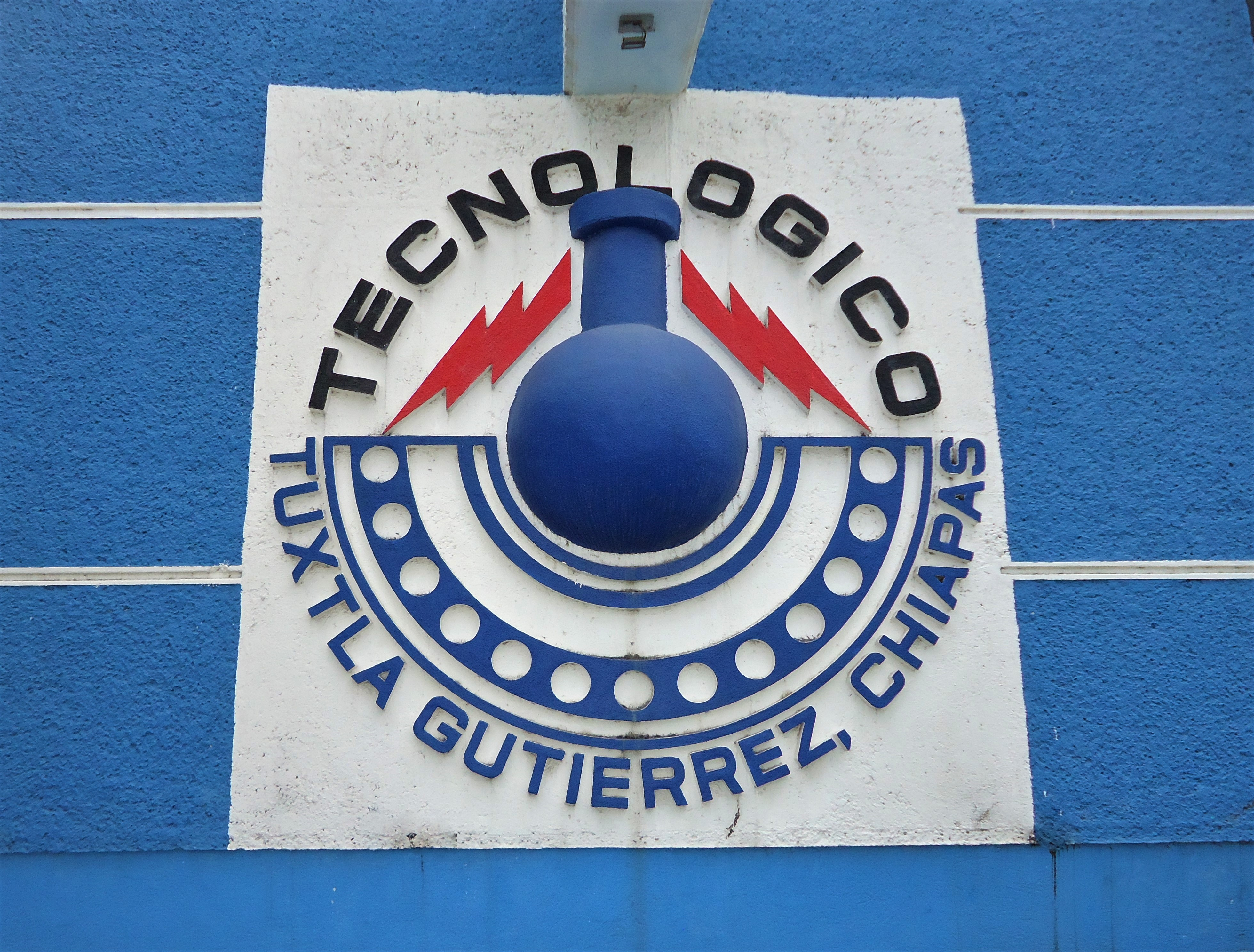
Escudo Tecnológico Nacional de México Campus Tuxtla Gutierrez en relieve.

En 1974 ocupó el cargo de director del Instituto Ricardo Vidal Ramírez, quien vio la necesidad de adoptar un logotipo para identificar a la institución que se convirtió en el emblema de todos los miembros de la comunidad estudiantil y académica.
Puso en marcha la sesión en la que se invitó a los estudiantes, profesores y trabajadores de apoyo a presentar diseños para ser evaluados y seleccionar los más representativos, fue el estudiante de la carrera de técnico de combustión interna, Boanerges Nucamendi León, quien ganó el concurso entre 15 proyectos.
Se compone de un matraz en la parte central que representa las Ciencias Químicas en los lados se ve reforzada por dos rayos que representan la física que implican la electricidad y las áreas de electrónica, el matraz es apoyado por medio de un cojinete con 13 de bolas que representan las áreas relacionadas con la mecánica.
También representa los elementos que forman la base de la educación tecnológica que apoyan adecuadamente el desarrollo regional.
En el interior del matraz es un libro abierto que representa el conocimiento que se destila a verter en la sociedad, en el libro hay una flecha Chamula Lacandona atravesada, estos elementos representan las riquezas de la condición étnica de Chiapas.
Incluye la etiqueta redonda y arqueada de Tecnológico en la parte superior y Tuxtla Gutiérrez en la parte inferior, es necesario aclarar que, en el medio del libro fue inscrito con el número 27, esto correspondió a consecutiva que le fue asignado a la fundación de la institución, pero se retiró cuando el Instituto dejó de ser regional. los colores son representativos del Instituto de Tecnológico de Tuxtla Gutierréz: el rayo rojo, señales azules y blancas en el fondo.

## Mascota
La mascota oficial del Tecnológico Nacional de México campus Tuxtla Gutiérrez, es el Conejo, debido a que el conejo es el animal representativo de la ciudad de Tuxtla Gutiérrez desde la época prehispánica. Los zoques llamaban Coyatoc-mo (del idioma zoque: lugar de la casa de conejos) a la comarca donde estaban sus aldeas por la abundancia de conejos de cola de algodón. 
Los antiguos Aztecas llamaron a Tuxtla Gutierrez Tochtlán (del náhuatl: lugar donde abundan los conejos), los zoques modificaron esa palabra a su idioma y lo pronunciaron como Tuchtlán. Por esa razón los equipos deportivos del Instituto Tecnolgico de Tuxtla Gutierrez, se hacen llamar "Conejos Tec Tuxtla."
Es por tal motivo que los alumnos, exalumnos y personal del Tecnológico Nacional de México campus Tuxtla Gutiérrez, se identifican conejo de cola blanca que abundo en la ciudad y toma su nombre, siendo el conejo la mascota y representa al Tecnológico Nacional de México campus Tuxtla Gutiérrez, como botarga en eventos académicos, culturales y deportivos oficiales.  

El Conejo de cola de algodón es la mascota
oficial del ITTG.

## Política de Calidad
El Instituto Tecnológico de Tuxtla Gutiérrez, establece el compromiso de implementar todos sus procesos, orientándolos hacia la satisfacción de sus clientes, sustentada en la Calidad del Proceso Educativo: Formación y Desarrollo de Competencias Profesionales, para cumplir con sus requisitos, mediante la eficacia de un Sistema de Gestión de la Calidad y de mejora continua, conforme a la norma ISO 9001:2008 y su equivalente nacional NMX-CC-9001-IMNC-2008.

### Misión
Formar de manera integral profesionales de excelencia en el campo de la ciencia y la tecnología con actitud emprendedora, respeto al medio ambiente y apego a los valores éticos.

### Visión
Ser una Institución de excelencia en la educación superior tecnológica del sureste, comprometida con el desarrollo socioeconómico sustentable de la región.

### Política Ambiental
El Instituto Tecnológico de Tuxtla Gutiérrez, establece el compromiso de orientar todos sus procesos, actividades y servicios hacia el respeto al medio ambiente, cumplir con la legislación ambiental y otros requisitos aplicables; promover en su personal, clientes y partes interesadas la prevención de la contaminación, operación y mejora continua de un Sistema de Gestión, Ambiental conforme a la Norma ISO 14001:2004 y su equivalente nacional NMX-SSA-14001-IMNC-2004.

### Política de Equidad de Género
"El SNIT manifiesta el compromiso de defender los derechos humanos del personal, combatir la discriminación, promover la igualdad de trato y de oportunidades entre hombres y mujeres, establecer acciones para la prevención, atención y sanación de cualquier tipo de hostigamiento, generar un ambiente organizacional libre de violencia, promover la conciliación de la vida laboral con la personal y familiar, asumiendo acciones de responsabilidad social hacia los grupos de interés del sistema".

### Valores
- El ser humano.[5]
- El espíritu de servicio.[5]
- El liderazgo.[5]
- El trabajo en equipo.[5]
- La calidad.[5]
- El alto desempeño.[5]
- Respeto al medio ambiente.[5]

## Oferta académica
Las ofertas académicas del Tecnológico Nacional de México campus Tuxtla Gutiérrez, están enfocadas exclusivamente a ingenierías dentro del área tecnológica. Contando con un istema de educación a distancia, sistema abierto, sistema presencial y posgrados.

### Ingenierías
- Ingeniería Bioquímica[6]
- Ingeniería Eléctrica[6]
- Ingeniería Electrónica[6]
- Ingeniería Industrial[6]
- ingeniería logística[6]
- Ingeniería Mecánica[6]
- Ingeniería Química[6]
- Ingeniería en Gestión Empresarial[6]
- Ingeniería en Sistemas Computacionales[6]
- Ingeniería mecatrónica
- Educación a distancia o Virtual[6]
- Extensiones educativas
- Sistema Abierto

Departamenteo de Ingenieria en Sistemas Computacionales
Departamenteo de Ingenieria Mecanica
Departamenteo de Ingenieria en Gestion Empresarial
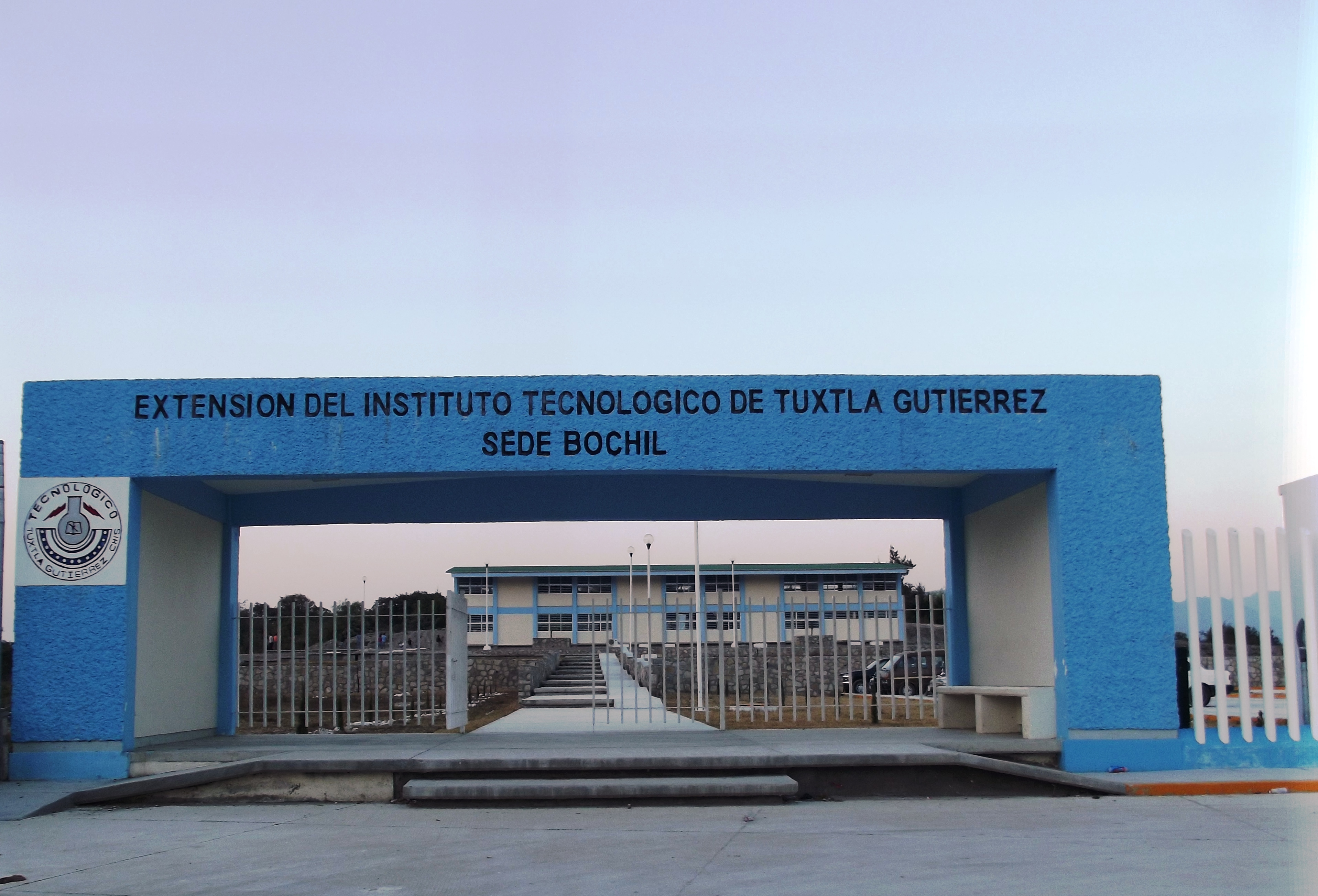
Campus Bochil

### Posgrados
Maestrías
- Maestría en Ciencias en Ingeniería Bioquímica[6]
- Maestría en Ciencias en Ingeniería Mecatrónica[6]

Doctorados
- Doctorado en Ciencias de los Alimentos y Biotecnología[6]
- Doctorado en Ciencias de la Ingeniería[6]